# Samo za tvoje oči
Samo za tvoje oči (укр. Тільки для твоїх очей) — сьомий студійний альбом сербської співачки Єлени Карлеуші, випущений 20 грудня 2002 року на лейблі BK Sound. Запис альбому проходив в Афінах (Heaven Music) за участю відомого грецького композитора Фівоса. Автором всієї лірики на альбомі стала Марина Туцакович.
Спеціально для міжнародного ринку була записана пісня «Love» англійською мовою, проте популярною за межами Югославії вона не стала. Проте на фестивалі «Беовізіја» Єлена Карлеуша отримала нагороду в категорії «Міжнародний прорив року» за запис альбому.

## Список композицій
| #   | Назва                          | Тривалість |
| --- | ------------------------------ | ---------- |
| 1.  | «Manijak»                      | 3:46       |
| 2.  | «Samo za tvoje oči»            | 4:10       |
| 3.  | «Pazi se»                      | 3:18       |
| 4.  | «Moj dragi»                    | 4:13       |
| 5.  | «Ne, ne, ne»                   | 4:13       |
| 6.  | «Radoznala»                    | 3:59       |
| 7.  | «Još te volim»                 | 4:54       |
| 8.  | «Zar ne»                       | 3:31       |
| 9.  | «Love»                         | 3:36       |
| 10. | «Manijak» (Remix by Valentino) | 5:13       |

Семпли«Samo za tvoje oči», «Pazi se», «Još te volim» и «Zar ne» містять відповідно семпли з пісень «Gia» (2001), «A Pa Pa» (1999), «Ipofero» (2000) и «To Allo Miso» (2007) співачка Деспіни Ванді.